# Katsuhiko Nagata
Katsuhiko Nagata (né le 31 octobre 1973) est un lutteur japonais spécialiste de la lutte gréco-romaine. Aux Jeux olympiques d'été de 2000, il combat dans la catégorie des 63-69 kg et remporte la médaille d'argent.

## Palmarès

### Jeux olympiques
- Jeux olympiques de 2000 à Sydney,  Australie
  -  Médaille d'argent